# Meigs
Meigs è un comune degli Stati Uniti d'America, situato nello Stato della Georgia, diviso tra la contea di Thomas e la contea di Mitchell.